# Повстання Бучуктепе
Повстання Бучуктепе (Buçuktepe olayı) — це повстання яничар в 1446 році, яке змусило покинути престол Мехмеда II. У підсумку Мурад II знову став османським султаном, збільшивши зарплати яничар. Це повстання — перше повстання яничар в історії Османської імперії.

## Передумови
З 1432 року султан Мурад II вів військові кампанії з метою підкорення решти Балканського півострова. Також відбуваються походи до Валахії та Трансильванії. У відповідь 1443 року було організовано хрестовий похід до Сербії. Зазнавши низки поразок, султан у 1444 році розпочав в Едірне перемовини з послами угорського короля Владислава III. Зрештою, 15 серпня 1444 року було укладено Сегедський мирний договір.
Мурад II після цього вирішив передати владу 12-річному сину Мехмеду, що до того виховувався в Манісі. З огляду на молодість нового султана було сформовано раду на чолі із великим візиром Чандарли Халіл-пашою. 14 липня проти Османської імперії виступив бейлік Караман. Війська володаря Ісмаїл-бея II  атакували Анкару, Бейпазар, Кютаг'ю, Карахісар, Болвадін і Гамід, які були зруйновані. 1 вересня в порушення Сегедського миру король Угорщини в союзі з Сербією, Валахією, Молдавією та болгарськими володарями відновили хрестовий похід проти османів. За цих обставин, на прохання вищих сановників, командування військом взяв колишній султан, що переміг хрестоносців у битві під Варною 10 листопада того ж року. Потім було завдано поразки Караману.
Утім, внутрішня суперечка між вищими військовими та цивільними сановниками імперії поновилася: великий візир намагався зберегти Мехмеда II на троні, в той час як значна частина військовиків вимагала повернення на трон Мурада II. Невдоволенню новим султаном і його великим візиром, також сприяли поразки від албанців і венеційців. В цей час, внаслідок тривалих війн погіршилося фінансове становище Османської імперії, відбувалося швидке падіння вартості грошей.

## Повстання
Складна ситуація в господарстві відбилася на затримках зарплатні яничарам та знецінення їх зарплати, призвівши до загального збурення у 1446 році в тодішній столиці імперії Едірне. Повсталі яничари виступили проти Шахабеддін-паші, бейлербея Румелії, одного з найближчих соратників Мехмеда II. В результаті було пограбовано маєток бейлербея. Султан наказав схопити призвідників, що ще більше погіршило ситуацію. Яничари висунули вимогу значно збільшити їхню зарплатню, зібравшись на пагорбі Бучуктепе, звідки виступили проти султана. Водночас великий візир написав листа колишньому султану, закликаючи повернутися до столиці. Внаслідок цього Мехмед II не наважився протистояти яничарам, передав владу батькові, а сам повернувся до Маніси.